# Globočice pri Kostanjevici
Globočice pri Kostanjevici (Duits: Globotschitz) is een plaats in Slovenië en maakt deel uit van de gemeente Kostanjevica na Krki in de NUTS-3-regio Spodnjeposavska. De plaats telde 118 inwoners op 1 januari 2020.